# (3232) Brest
(3232) Brest (1974 SL) – planetoida z grupy pasa głównego asteroid okrążająca Słońce w ciągu 5,26 lat w średniej odległości 3,02 au. Odkryta 19 września 1974 roku.